# Бистришка четворка
Бистришката четворка е българска фолклорна група от 30-те години на XX век.
Създадена е през 1934 година в софийското село Бистрица. През 1936 година става една от първите фолклорни групи, които придобиват широка известност с изпълненията си, излъчвани от Радио „София“. Групата включва Деян Стефанов/Матеин (тамбура), Йордан Белкин (гъдулка), а Ангел Кридин/Кривински (гайда) и Стоян Рангелов (кларинет), заменен по-късно от Цвятко Благоев (кавал).